# Carex communis
Carex communis är en halvgräsart som beskrevs av Liberty Hyde Bailey. Enligt Catalogue of Life ingår Carex communis i släktet starrar och familjen halvgräs, men enligt Dyntaxa är tillhörigheten istället släktet starrar och familjen halvgräs. Arten förekommer tillfälligt i Sverige, men reproducerar sig inte.

## Underarter
Arten delas in i följande underarter:
- C. c. amplisquama
- C. c. communis